# Liste der Baudenkmale in Ōtaki
Die Liste der Baudenkmale in Ōtaki umfasst alle vom New Zealand Historic Places Trust (NZHPT) als „Historic Place“ oder „Historic Area“ eingestuften Baudenkmale und Flächendenkmale der neuseeländischen Ortschaft Ōtaki. Die Angaben stammen aus dem Register des NZHPT. Die Bezeichnungen der Baudenkmale orientieren sich an diesem Register. In die Liste werden auch bekannte Wahi Tapu (Area), kulturell und religiös bedeutsame Stätten und Gebiete der Māori, aufgenommen. Sie werden jedoch meist nicht publiziert.

| Bild | Bezeichnung                                               | Ort   | Anschrift                                                   | Beschreibung                                                                           | Bauzeit   | Eintrag            | Nummer | Kat. |
| --- | --------------------------------------------------------- | ----- | ----------------------------------------------------------- | -------------------------------------------------------------------------------------- | --------- | ------------------ | ------ | ---- |
| weitere Bilder | Otaki Children's Health Camp Rotunda                      | Ōtaki | Tasman Road Karte                                           | ehem. Krankenhauspavillon                                                              | 1915–1916 | 25. September 1886 | 4098   | 1    |
| weitere Bilder | Te Rauparaha Memorial and Jubilee Monument                | Ōtaki | Te Rauparaha Street und Hadfield Street Karte               | zwei Denkmale zum 40. Jahrestag der Christianisierung Neuseelands und für Te Rauparaha | 1880      | 16. November 1989  | 4103   | 1    |
| St Mary's Church | St Mary's Church                                          | Ōtaki | Convent Road Karte                                          | katholische Kirche                                                                     | 1857–1858 | 25. September 1986 | 4701   | 1    |
| [[Vorlage:Bilderwunsch/code!/C:-40.743,175.1629!/D:House [Relocated], 69 Taylors Road (ehemals 66-68 Weraroa Street, Levin)!/\|BW]] | House [Relocated]                                         | Ōtaki | 69 Taylors Road (ehemals 66-68 Weraroa Street, Levin) Karte | Wohnhaus                                                                               | n.a.      | 5. September 1985  | 4087   | 2    |
| weitere Bilder | Cottage                                                   | Ōtaki | State Highway 1 Karte                                       | Wohnhaus, heute Café                                                                   | 1929      | 5. September 1985  | 4093   | 2    |
| BW | Maori University Building (Formerly Maori College Hostel) | Ōtaki | Tasman Road Karte                                           | Universitätsgebäude                                                                    | 1909      | 5. September 1985  | 4096   | 2    |
| Ōtaki Railway Station | Ōtaki Railway Station                                     | Ōtaki | Arthur Street Karte                                         | Bahnhof                                                                                | 1911      | 5. September 1985  | 4099   | 2    |
| BW | Pukekaraka Presbytery                                     | Ōtaki | Convent Road Karte                                          | Pfarrei                                                                                | 1897      | 29. November 1985  | 4100   | 2    |
| BW | Rahui Factory Social Hall                                 | Ōtaki | 35 Rahui Road Karte                                         | Versammlungsgebäude einer Molkerei                                                     | 1893      | 5. September 1985  | 4101   | 2    |
| BW | Rahui Milk Treatment Station                              | Ōtaki | 35 Rahui Rd Karte                                           | Molkerei                                                                               | 1924      | 5. September 1985  | 4102   | 2    |
| BW | Railway House                                             | Ōtaki | 206 Mill Road Karte                                         | Wohnhaus                                                                               | n.a.      | 29. November 1985  | 4955   | 2    |
| BW | Railway House                                             | Ōtaki | 208 Mill Road Karte                                         | Wohnhaus                                                                               | n.a.      | 29. November 1985  | 4956   | 2    |
| BW | Maori School (next to Rangiatea Church)                   | Ōtaki | Te Rauparaha Street Karte                                   | Schulgebäude                                                                           | 1909      | 29. November 1985  | 4968   | 2    |
| BW | Ōtaki BNZ (Former)                                        | Ōtaki | 49 Main Street Karte                                        | Bankfiliale der Bank of New Zealand                                                    | 1918      | 2. April 2004      | 7534   | 2    |
| BW | Te Pou o Tainui                                           | Ōtaki | Convent Road Karte                                          | Gebiet mit Bedeutung für die Māori                                                     | n.a.      | 30. März 2000      | 7506   | WTA  |